# Porrhomma montanum
Porrhomma montanum là một loài nhện trong họ Linyphiidae.
Loài này thuộc chi Porrhomma. Porrhomma montanum được miêu tả năm 1913 bởi Jackson.